# St. Elisabeth (Wuppertal)

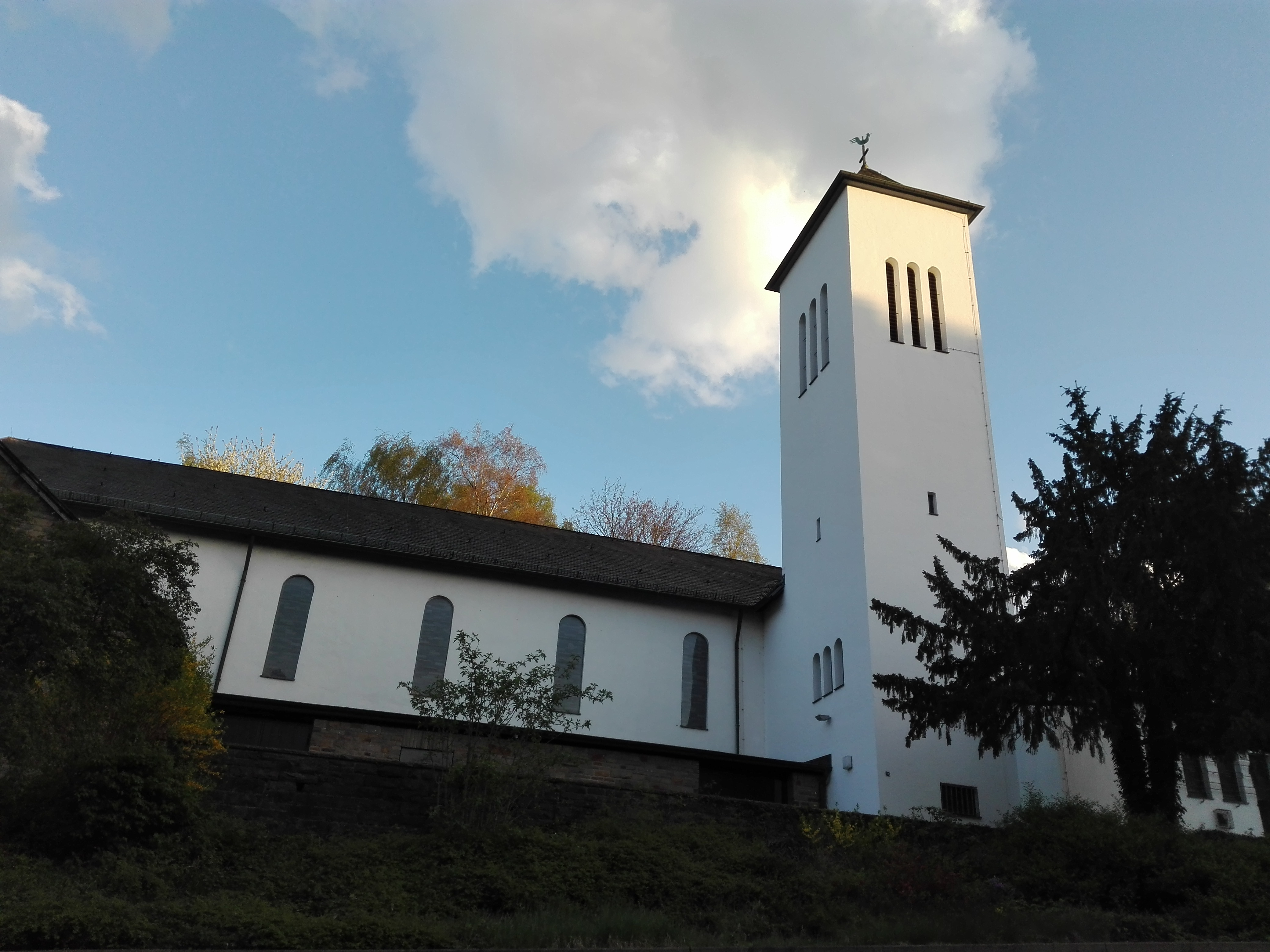
St. Elisabeth

Die Kirche St. Elisabeth (im Heckinghauser Volksmund nach der Straße auch Hebbelkirche genannt) ist eine römisch-katholische Kirche an der Hebbelstraße im Wuppertaler Stadtteil Heckinghausen und zusammen mit St. Petrus in Eschensiepen Teil der Pfarrgemeinde St. Elisabeth und St. Petrus.
Die Kirche ist eine schlichte, weiß verputzte Saalkirche im Stil der Nachkriegszeit. Der noch vom Vorgängerbau stammende Turm ist den Bauten an der Südseite vorgesetzt und überragt den Kirchsaal mit dem südlich angesetzten Pfarrsaal, welchem sich westlich das Gemeindehaus anschließt.

## Geschichte
Die Ende des 18. Jahrhunderts in Heckinghausen wohnhaften Katholiken wurden seit 1890 von der Gemeinde St. Johann Baptist in Oberbarmen betreut, doch die rasant anwachsende Bevölkerung Heckinghausens machte die Einrichtung eines eigenen Seelsorgebereiches vonnöten. Erste Gottesdienste wurden ab 1918 in einem Gemeindesaal an der Mommsenstraße abgehalten, und erstmals wurden Stimmen zum Bau einer eigenen katholischen Kirche in Heckinghausen laut, nachdem sich im ebenfalls zu St. Johann Baptist gehörenden Pfarrbezirk Eschensiepen bereits 1906 ein eigener Kirchenbauverein zusammenfand und 1910 eine eigene Kirche für Eschensiepen und Laaken eingeweiht werden konnte. Die beginnende Weltwirtschaftskrise ließ allerdings noch keinerlei Pläne zum Bau einer Heckinghauser Kirche zu, und der Großteil der verfügbaren Gelder wurde in die Armenhilfe investiert. 1935 schließlich konnten aus noch heute der Gemeinde unbekannten Quellen genügend Gelder zum Bau der Kirche aufgetrieben werden, und nach einer kurzen Bauzeit wurde die bereits mit drei Glocken und Orgel ausgestattete Kirche 1937 eingeweiht.
Bei den Luftangriffen auf Barmen wurde die Kirche vollständig zerstört, einzig der schwer beschädigte Turm konnte mit aufwändigen Sanierungsmaßnahmen erhalten werden. Das Pfarrhaus brannte vollständig aus, wobei auch der Pfarrer ums Leben kam. Da sämtliche Gemeindehäuser Oberbarmens vollständig zerstört und unbrauchbar waren, wurde der katholischen Gemeinde gestattet, ihre Messen in der Evangelischen Lutherkirche an der Oberen Sehlhofstraße abzuhalten, welche als einzige Kirche Barmens von tiefgreifenden Zerstörungen verschont blieb. Dieses Provisorium bestand insgesamt drei Jahre lang, bis 1948 die in veränderter Form wiederaufgebaute Kirche eingeweiht werden konnte. Diese umfasste zwar nur noch zwei Drittel der ursprünglichen Sitzplätze, allerdings konnte man durch die in einem Bau vereinigte Struktur von Kirche und Gemeindehaus auf den Wiederaufbau weiterer Gemeindehäuser verzichten. Zur Ausstattung gehört auch eine Kreuzigungsgruppe von Jochen Perchau mit der Reproduktion eines Kruzifixes aus dem Jahr 1060, dem Werdener Bronzekruzifix, dass auf einem Kreuz aus Basalt montiert ist. Endgültig abgeschlossen wurden die Bauarbeiten allerdings erst 1988 mit Einweihung des Pfarrsaals.

### Orgel
Die 1950 eingebaute Orgel besaß 22 Register auf zwei Manualen und Pedal und wurde von der Hellenthaler Orgelbaufirma Weimbs errichtet. Im Jahr 2009 wurde sie aufgrund ihres desolaten Zustandes und der schlechten Qualität des verbauten Pfeifenmaterials außer Betrieb genommen. Die Gemeinde sammelt seitdem Spenden zur Anschaffung einer neuen Orgel, welche in dem alten Gehäuse eingebaut werden soll.